# Spinning (còmic)
Spinning és una novel·la gràfica autobiogràfica de la dibuixant Tillie Walden, publicada per First Second Books el 12 de setembre de 2017. El llibre narra les memòries de Waldenha durant els anys d'adolescència com a patinadora artística competitiva, mentre navega entre el romanç, el bullying i diversos traumes. Va guanyar el 2018 Premi Eisner per la millor obra basada en la realitat.

## Sinopsi
Al començament de Spinning, Walden té deu anys i la seva família acaba de traslladar-se a Texas des de Nova Jersey. Walden, una patinadora artística competitiva, es veu amb la necessitat d'adaptar-se al nou entorn i a la cultura del patinatge artístic. A mesura que Walden es desencanta amb la cultura al voltant de l'esport competitiu, descobreix el seu talent com a artista. Després de saber que era gai des dels cinc anys, Walden també lluita amb l'alienació i la pressió a què s'enfronta mentre s'embarca en el seu primer romanç amb una altra noia. La novel·la també relata l'agressió sexual de Walden per part del seu tutor del SAT.

## Desenvolupament
La idea de Spinning se li ocorregué primera vegada a Tillie Walden quan va intentar fer un còmic breu sobre patinatge sobre gel al final del seu primer any al Center of Cartoon Studies. Walden es va adonar que tenia "massa equipatge amb el patinatge per fer-ne un petit còmic" i va començar a treballar en el llibre aquell estiu abans del segon any. Spinning va ser inicialment el treball de fi de grau de Walden i, quan es va graduar, va treballar amb First Second Books per convertir-lo en la novel·la gràfica final.
Després d'haver publicat tres novel·les gràfiques de ficció abans de Spinning, Walden va assenyalar que era molt més difícil, però molt més gratificant, escriure les memòries que les obres de ficció. Segons Walden, revisar el trauma que va enfrontar va ser difícil i "hi va haver escenes a Spinning on [ella] no feia més que plorar durant tot el temps en què ho dibuixava".

## Recepció
A la seva ressenya, Rachel Cooke de The Guardian va escriure: "Intim i encantador, Spinning ja fa la sensació d'un clàssic sobre l'adolescència, però, sorprenentment, la seva talentosa autora només acaba d'arribar als 21 anys". Douglas Wolk del New York Times va descriure la novel·la com "captivant, meravellosament tranquil·la", mentre que Wayne Alan Brenner ' The Austin Chronicle la va qualificar de "poderosa obra de narració de històries de la vida real". Publishers Weekly va assenyalar que les memòries són "una història de l'adolescència inquietant i ressonant", mentre que Sarah Hunter ' Booklist la va anomenar "una història emocionant i magníficament il·lustrada sobre com trobar la força per seguir el propi camí".
Gavia Baker-Whitelaw del Daily Dot va concloure que: "Spinning és una memòria crua i íntima, i és probable que aparegui a moltes llistes de 'millors' per al 2017. És honest i sensible, amb un atractiu diferent per a una àmplia gamma de punts de vista. Com a història de sortida, és dolorosa i terapèutica. Per als patinadors artístics, les representacions de l'esport i la seva cultura, sens dubte, sonaran reals. I per als que ja han superat la infància, és una observació de primera mà per part d'algú que va créixer i va escapar per una via inesperada."
Oliver Sava, de l'AV Club, va nomenar Spinning com un dels millors còmics del 2017 i va quedar empatat al tercer lloc a l'enquesta de crítics de la novel·la gràfica del Publishers Weekly 2017. La novel·la va guanyar el premi Eisner 2018 a la millor obra basada en la realitat, fent de Walden una de les guanyadores més joves del premi Eisner als 22 anys.